# Kelly Bechard
Kelly Paige Bechard (22 gennaio 1978) è un'ex hockeista su ghiaccio canadese.
Ha vinto la medaglia d'oro olimpica alle Olimpiadi invernali 2002 svoltesi a Salt Lake City, trionfando con la sua nazionale nel torneo di hockey su ghiaccio.
Ha conquistato inoltre quattro medaglie d'oro (2000, 2001, 2004 e 2007) e due medaglie d'argento (2005 e 2008) nelle sue partecipazioni ai campionati mondiali di hockey.